# Manda (Dodoma)
Manda è una circoscrizione rurale (rural ward) della Tanzania situata nel distretto di Chamwino, regione di Dodoma. Conta una popolazione di 9 874 abitanti (censimento 2012).